# توبين (تشهاردانغة)
توبین (بالفارسية: توبین) هي منطقة سكنية تقع في إيران في قسم تشهاردانغة الریفي. يقدر عدد سكانها بـ 278 نسمة.